# Сычёв, Иван Иванович
Иван Иванович Сычёв (21 мая 1911 — 26 января 1945) — командир взвода 543-го стрелкового полка, лейтенант. Герой Советского Союза.

## Биография
Родился 21 мая 1911 года в деревне Павловка, ныне Советского района Курской области, в крестьянской семье. В 1920 году после смерти отца мать с детьми переехала к родственникам в Иркутскую область. Скоро Иван остался и без матери, воспитывался в Иркутском детдоме. Окончил 7 классов, работал на лесозаготовках в селе Тальаны.
В 1934—1935 годах служил в Красной Армии в Иркутске. Демобилизовавшись, до 1938 года работал на деревообделочном заводе, а затем десятником на лесозаготовках в Усольском районе. Член ВКП(б) с 1940 года. Жил в городе Усолье-Сибирское Иркутской области.
В июне 1941 года был вновь призван в армию Усольским райвоенкоматом. Службу проходил в Забайкальском военном округе. В 1943 году был направлен в военное училище. В 1944 году окончил Подольское пехотное училище, эвакуированное в город Шую Ивановской области. С октября 1944 года на фронте. Воевал в должности командира стрелкового взвода 543-го стрелкового полка 120-й Гатчинской Краснознамённой стрелковой дивизии. Особо отличился в начале 1945 года в боях при форсировании реки Одер.
В январе 1945 года дивизия вела бои за крупный укреплённый пункт противников — город Оппельн. Взвод лейтенанта Сычёва атаковал укрепления и первым ворвался в город. За ним последовала вся рота. Продвигались под сильным огнём противника. Оппельн взяли и закрепились в нём. Действуя стремительно, невзирая на жестокий артиллерийский и миномётный обстрел врага, лейтенант Сычёв со своим взводом с ходу форсировал Одер и закрепился на западном берегу. Командир умело и быстро организовал оборону, бойцы отбили несколько атак противников и удержали захваченный плацдарм. Благодаря стойкости взвода Сычёва, на западный берег переправилась рота, батальон, а затем и весь полк. В боях на плацдарме 21 января лейтенант Сычёв был смертельно ранен и 26 января умер от ран.
Был похоронен в населённом пункте Шуленбург (ныне Walidrogi, гмина Тарнув-Опольский, Опольский повят, Опольское воеводство, Польша). Позднее перезахоронен на Кутузовском мемориале — воинском кладбище в селе Болевлавице, под городом Болеславец.
Указом Президиума Верховного Совета СССР от 10 апреля 1945 года за образцовое выполнение боевых заданий командования на фронте борьбы с немецко-вражеским захватчиками и проявленные при этом мужество и героизм лейтенанту Сычёву Ивану Ивановичу посмертно присвоено звание Героя Советского Союза.
Награждён орденами Ленина, Отечественной войны 2-й степени.